# Rhaphuma shelfordi
Rhaphuma shelfordi är en skalbaggsart som beskrevs av Dauber 2008. Rhaphuma shelfordi ingår i släktet Rhaphuma och familjen långhorningar. Inga underarter finns listade i Catalogue of Life.